# Реттвик
Реттвик (швед. Rättvik) — город в муниципалитете Реттвик, лена Даларна в Швеции.
Численность населения составляла 4 686 человек (2010).

## География
Площадь Реттвика составляет 8,34 км². Плотность населения — 562 чел./км².

### Время
Часовой пояс: CET (UTC+1), летом — CEST (UTC+2).

### Транспорт
В Реттвике нет дорог с твёрдым покрытием, как и именованных улиц. Для улиц города действуют только местные народные названия.

## Спорт
В Реттвике есть ледовый каток для игры в бенди и собственная бенди-команда — IFK Rättvik. Построены площадки для игры в бейсбол и футбол.
Местная бейсбольная команда (Rättvik Butchers) один раз выигрывала Шведский кубок и дважды Шведский чемпионат.

## Достопримечательности
Близ города расположен Никольский скит, основанный греческим архимандритом Евсевием (Виттисом) и входящий ныне в Шведскую митрополию.